# Eurypon viride
Eurypon viride är en svampdjursart som först beskrevs av Topsent 1889.  I den svenska databasen Dyntaxa används istället namnet Tricheurypon viride. Enligt Catalogue of Life ingår Eurypon viride i släktet Eurypon och familjen Raspailiidae, men enligt Dyntaxa är tillhörigheten istället släktet Tricheurypon och familjen Raspailiidae. Arten är reproducerande i Sverige. Inga underarter finns listade i Catalogue of Life.